# Савезне Државе Микронезије на Летњим олимпијским играма 2024.
Савезне Државе Микронезије су учествовале на Летњим олимпијским играма 2024. у Паризу, које су се одржале од 26. јула 2024. до 11. августа 2024. Ово је био седми наступ нације на Олимпијским играма, од њеног дебија 2000. године.

## Учесници по спортовима
| Спорт    | Мушкарци | Жене | Укупно |
| -------- | -------- | ---- | ------ |
| Атлетика | 1        | 0    | 1      |
| Пливање  | 1        | 1    | 2      |
| 2 спорта | 2        | 1    | 3      |

## Атлетика
| Атлетичарка | Дисциплина     | Квалификације | Квалификације | Финале           | Финале           |
| Атлетичарка | Дисциплина     | Резултат      | Пласман       | Резултат         | Пласман          |
| ----------- | -------------- | ------------- | ------------- | ---------------- | ---------------- |
| Скот Фити   | Мушкарци 100 м | 11.61 SB      | 7             | Није се пласирао | Није се пласирао |

## Пливање
| Пливач(ица)    | Дисциплина            | Група   | Група   | Полуфинале        | Полуфинале        | Финале            | Финале            |
| Пливач(ица)    | Дисциплина            | Време   | Пласман | Време             | Пласман           | Време             | Пласман           |
| -------------- | --------------------- | ------- | ------- | ----------------- | ----------------- | ----------------- | ----------------- |
| Таси Лимтијако | Мушкарци, 100 м прсно | 1:04.14 | 29      | Није се пласирао  | Није се пласирао  | Није се пласирао  | Није се пласирао  |
| Кестра Киленг  | Жене, 50 м слободно   | 28.81   | 52      | Није се пласирала | Није се пласирала | Није се пласирала | Није се пласирала |